# Fulmar Crags
Die Fulmar Crags sind Felsenkliffs, die das East Cape von Coronation Island im Archipel der Südlichen Orkneyinseln überragen.
Der Falkland Islands Dependencies Survey nahm zwischen 1956 und 1958 Vermessungen vor. Das UK Antarctic Place-Names Committee benannte sie 1959 nach dem Silbersturmvogel (Fulmarus glacialoides), zu dessen Brutgebieten diese Kliffs gehören.